# Friedenstein (Flemmingen)

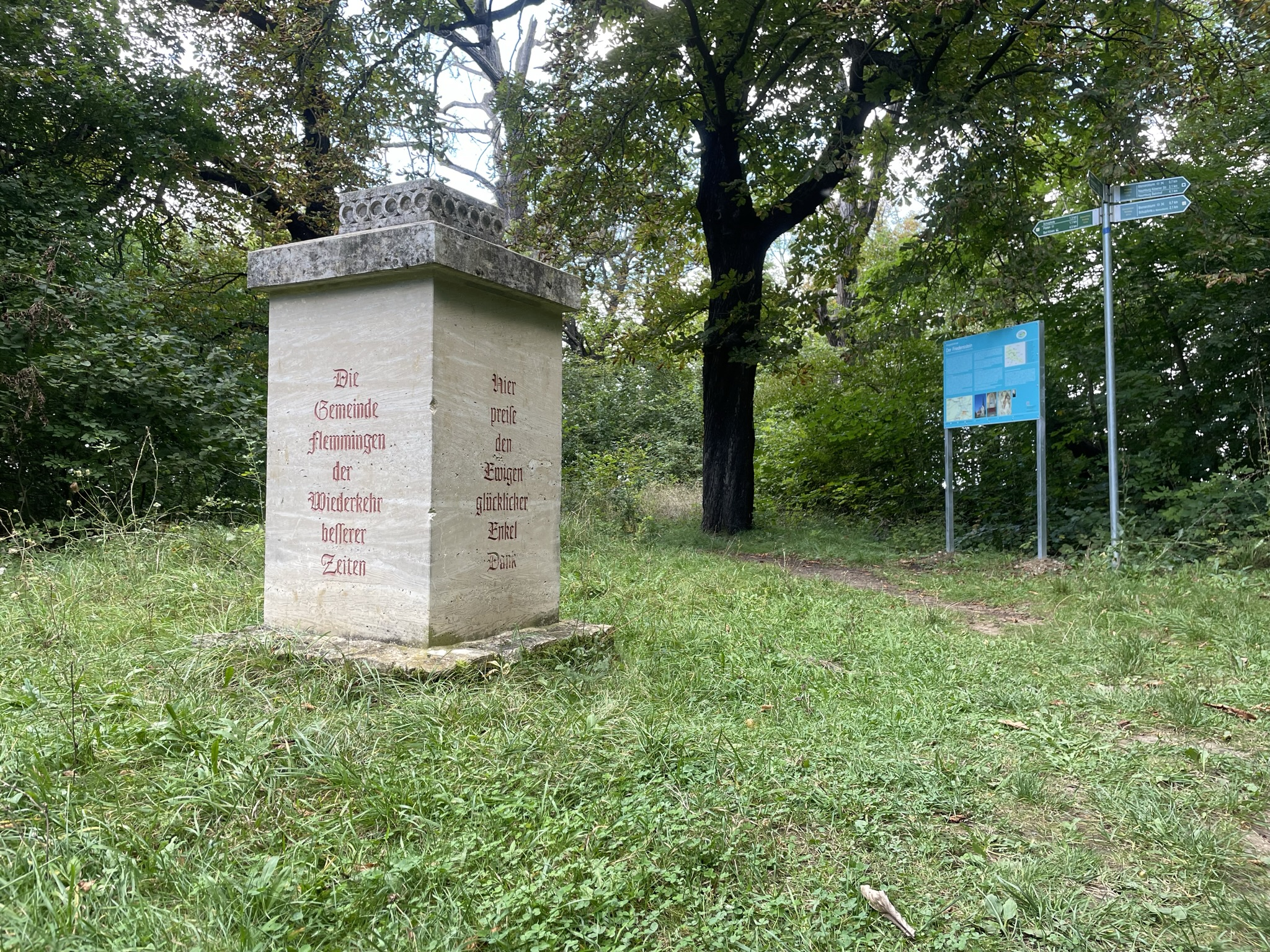
Friedenstein Flemmingen/Almrich

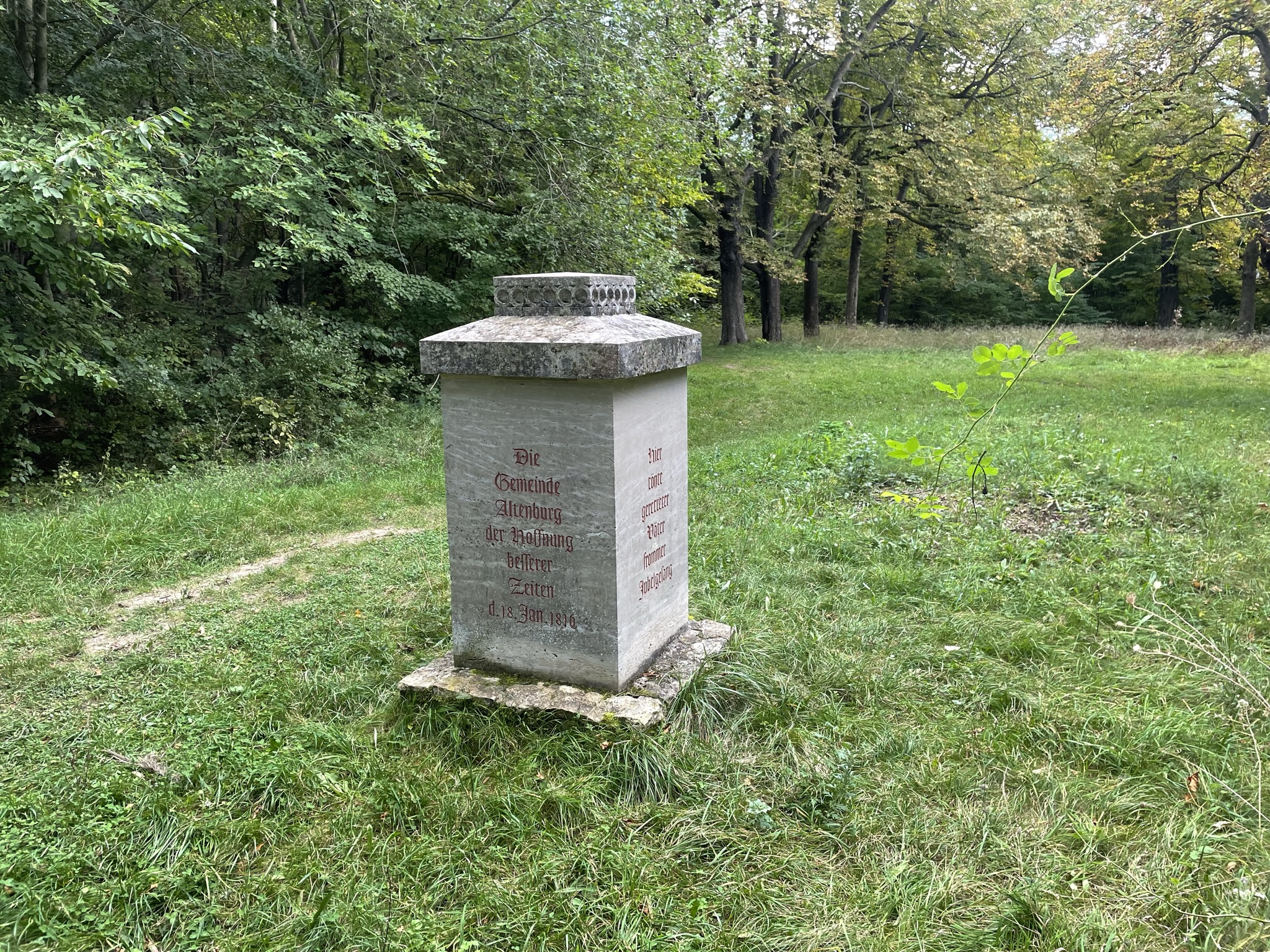
Friedenstein Flemmingen/Almrich

Auf dem Knabenberg zwischen Flemmingen und Almrich befindet sich der Friedenstein, der zu den frühesten deutschen Denkmalen dieser Art zählt. Es bezog sich auf die Folgen der Schlacht bei Jena und Auerstedt 1806 und der Völkerschlacht von 1813.
Das „Kriegerdenkmal“ ist ein Novum in der Gestalt gewesen, weil es erstmals nicht ausschließlich, wie bisher, der Feldherren bzw. gefallenen Angehörigen des Adels gedachte wie beim Kriegerdenkmal Hassenhausen, sondern der Opfer aller Kriege. Die Initiative hierfür ging von dem Pfarrer Daniel Amadeus Neander aus, der diesen Stein am 18. Juni 1816 anlässlich des Friedensfestes hier aufstellen ließ. So steht u. a. darauf: 
Die
Gemeinde
Flemmingen
der
Wiederkehr
besserer
Zeiten
Dieser Stein verschwand jedoch. Er konnte 2006 durch Initiative des Ortsbürgermeisters Joachim Vogel neu gesetzt und durch die Kirchgemeinde eingeweiht werden.
Merkwürdigerweise steht dieser Gedenkstein nicht auf der Liste der Kulturdenkmale in Naumburg (Saale)/Ortsteile. Zuständig ist die Kirchgemeinde Flemmingen.